# De Recherche
De Recherche is een Vlaams televisieprogramma op VIER waarin men toont hoe een misdaadonderzoek van A tot Z gevoerd wordt. Er worden verschillende teams van de Lokale Recherche Dienst (LRD) in Gent gevolgd. Het programma is van de makers van de De Rechtbank. De reeks haalde gemiddeld 573.839 kijkers.

## Afleveringen
Seizoen 1
| Afl. | Datum            | Kijkcijfers (live) |
| ---- | ---------------- | ------------------ |
| 1    | 11 november 2014 | 687.105            |
| 2    | 18 november 2014 | 702.613            |
| 3    | 25 november 2014 | 513.427            |
| 4    | 2 december 2014  | 545.407            |
| 5    | 9 december 2014  | 477.277            |
| 6    | 16 december 2014 | 517.203            |

Seizoen 2
| Afl. | Datum            | Kijkcijfers (live) |
| ---- | ---------------- | ------------------ |
| 1    | 23 november 2015 | Onbekend           |
| 2    | 30 november 2015 | 478.070            |
| 3    | 7 december 2015  | 477.799            |
| 4    | 14 december 2015 | Onbekend           |
| 5    | 21 december 2015 | Onbekend           |
| 6    | 28 december 2015 | Onbekend           |

Seizoen 3
| Afl. | Datum             | Kijkcijfers (live) |                                        |
| ---- | ----------------- | ------------------ | -------------------------------------- |
| 1    | 7 september 2017  | 350.318            |                                        |
| 2    | 14 september 2017 | 346.307            |                                        |
| 3    | 21 september 2017 | 281.673            |                                        |
| 4    | 28 september 2017 | 260.114            |                                        |
| 5    | 5 oktober 2017    | 280.647            |                                        |
| /    | 12 oktober 2017   | 260.328            | (Heruitzending Seizoen 2 aflevering 2) |
| /    | 19 oktober 2017   | 342.995            | (Heruitzending Seizoen 2 aflevering 6) |

Seizoen 4
| Afl. | Datum           | Kijkcijfers (live) |
| ---- | --------------- | ------------------ |
| 1    | 2 januari 2020  | 328.363            |
| 2    | 9 januari 2020  | 305.285            |
| 3    | 16 januari 2020 | 353.581            |